# Lampa błyskowa

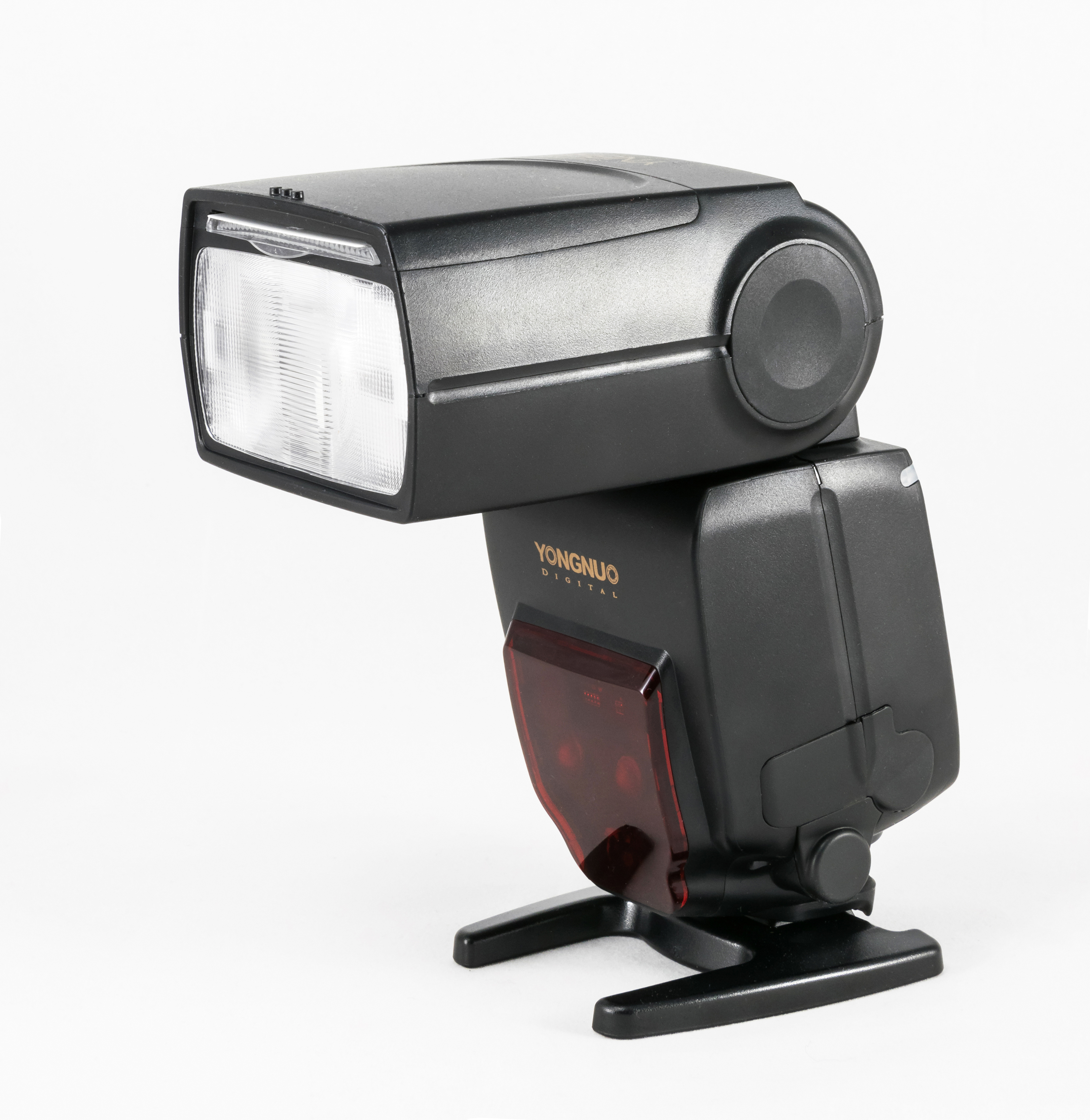
Współczesna lampa reporterska Yongnuo YN685

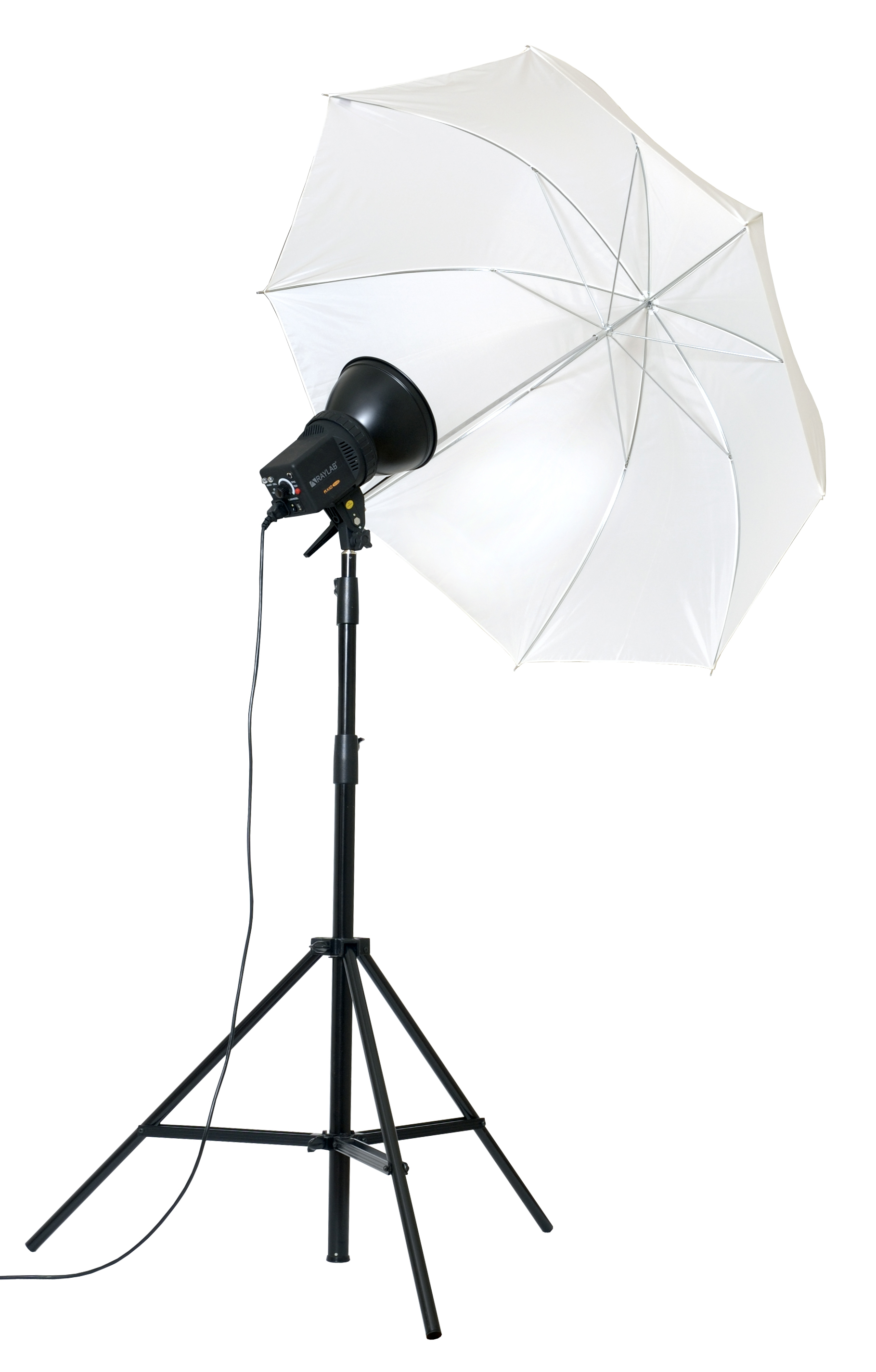
Lampa studyjna (z zamontowaną parasolką)

Lampa błyskowa, flesz – urządzenie wyzwalające wiązkę światła potrzebną do właściwego oświetlenia fotografowanego obiektu.
Lampy błyskowe są stosowane:
- przy niedostatecznej ilości światła zastanego[1]
- w celu rozjaśnienia cieni podczas fotografowania pod światło (tzw. błysk wypełniający)[1]
- w celu „zamrożenia” ruchu[1]

Działanie lampy błyskowej może być ściśle powiązane z mechaniką lub elektroniką aparatu fotograficznego (tzw. tryb „TTL”) lub od niego niezależne (tryb „Manual”).
Często zewnętrzne lampy błyskowe wyposażone są w specjalną diodę wspomagającą działanie autofokusa.

## Rodzaje lamp błyskowych
Lampy błyskowe możemy podzielić na lampy wbudowane oraz lampy zewnętrzne dzielące się z kolei na lampy reporterskie i lampy studyjne:
- wbudowane lampy błyskowe występują prawie w każdym aparacie fotograficznym, poczynając od aparatów kompaktowych, a kończąc na średniej klasy lustrzankach. Palnik tych lamp może być wbudowany nieruchomo w korpus aparatu, lub (w droższych kompaktach i lustrzankach) podnoszony nad korpus aparatu w momencie użycia (takie rozwiązanie zwiększa odległość lampy błyskowej od osi obiektywu, zmniejszając ryzyko wystąpienia efektu czerwonych oczu lub ryzyko tego, że cień rzucany przez obiektyw znajdzie się w kadrze zdjęcia). Wadą tych lamp jest ich niewielka moc (liczba przewodnia takich lamp wynosi od 10 do 18[1]) oraz nieruchoma głowica.
- lampy reporterskie. Składają się najczęściej z korpusu zawierającego baterie/akumulatory, układy elektroniczne, diodę wspomagającą działanie autofokusa (z przodu) i wyświetlacz LCD (z tyłu) oraz z ruchomej głowicy zawierającej palnik (lampę wyładowczą). Liczba przewodnia takich lamp wynosi od 30 do 50 i więcej metrów. Lampy reporterskie montowane są najczęściej bezpośrednio na aparatach fotograficznych (na tzw. gorącej stopce), mogą być też montowane na specjalnych podstawkach lub statywach. Bardziej zaawansowane modele mogą być sterowane zdalnie (np. poprzez fotocelę lub sterowanie radiowe) i pracować w grupach.
- lampy studyjne. Są znacznie większe i cięższe od lamp reporterskich. Montowane są na specjalnych statywach, a zasilane z akumulatorów lub bezpośrednio z sieci energetycznej. Posiadają bardzo dużą moc światła mierzoną w watosekundach (Ws). Są przystosowane do współpracy z szeroką gamą modyfikatorów oświetlenia typu softbox, parasolka fotograficzna itp.

## Historia

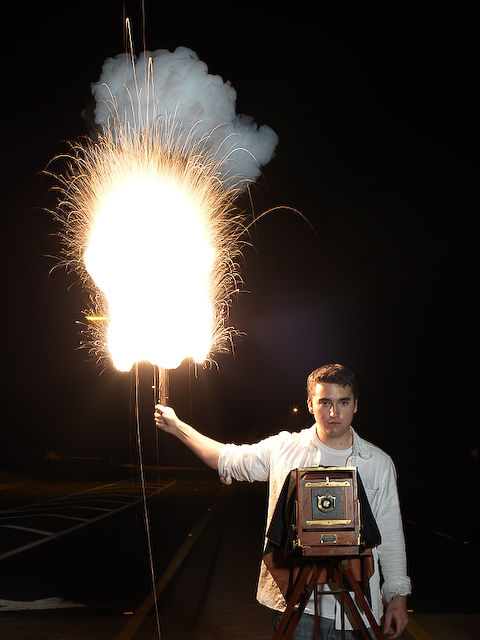
Współczesny pokaz wykonywania zdjęcia z użyciem magnezji

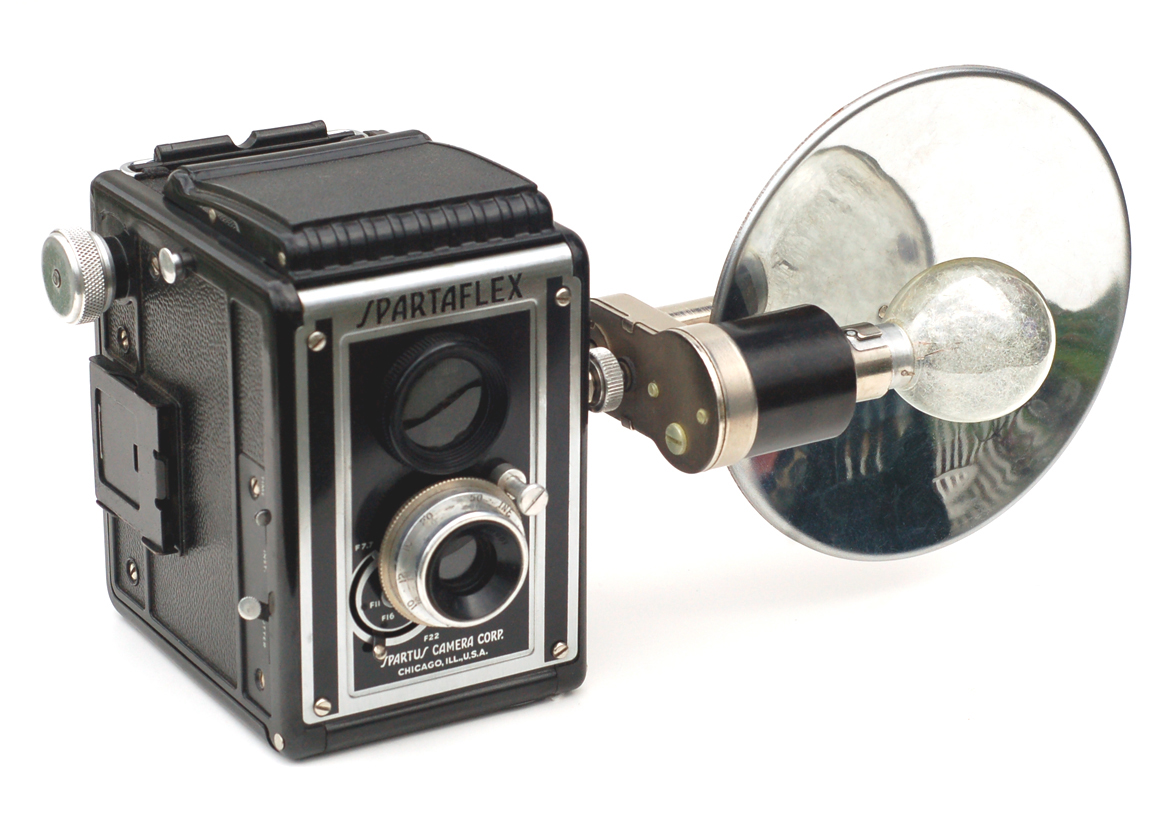
Lustrzanka dwuobiektywowa z fleszem, z lat czterdziestych XX w.

Prekursorem lamp błyskowych był proszek błyskowy, zwany magnezją, podpalany przez fotografa w chwili robienia zdjęcia. Ponieważ używane wówczas (XIX wiek) płyty fotograficzne miały niewielką czułość, wykonanie zdjęcia odbywało się przez odsłonięcie na kilka sekund otworu obiektywu; w tym czasie fotograf podpalał zasobnik z niewielką ilością magnezji, która spalała się błyskawicznie oślepiającym światłem. Ilość uzyskanego w ten sposób światła trudna była do określenia, bo zależała od sposobu rozmieszczenia magnezji w zasobniku. Użycie takiego źródła było także niebezpieczne – groziło poparzeniami, a nawet pożarem, bo proszek błyskowy płonął otwartym płomieniem w wysokiej temperaturze.
W pierwszej połowie XX wieku na potrzeby fotografii opracowano bezpieczniejsze od płonącej magnezji źródła światła. Cienki drucik z magnezu (lub z aluminium) umieszczano w zamkniętej bańce szklanej napełnionej tlenem. Drucik stykał się z dwoma przewodami, wyprowadzonymi na zewnątrz bańki, tworząc w ten sposób niewielką żarówkę. Podłączenie przewodów do źródła prądu, na przykład zwykłej baterii, błyskawicznie rozgrzewało drucik do temperatury zapłonu. Inicjowało to miniaturowy wybuch w bańce: cały drucik spalał się, będąc na krótką chwilę (około 1/30 sekundy) źródłem jaskrawego światła. Po wykorzystaniu „żaróweczka” nie nadawała się już do powtórnego użycia.
W drugiej połowie XX wieku opracowane zostały lampy wielokrotnego użytku, w których jako źródło światła wykorzystano zjawisko fizyczne inne niż utlenianie. Chociaż stosowana w nich lampa ksenonowa nazywa się popularnie „palnikiem”, to trwający około 1/1000 sekundy błysk jest rezultatem wyładowania elektrycznego w lampie wyładowczej, a nie żarzenia lub spalania się czegokolwiek. Energia impulsu świetlnego dostarczana jest z naładowanego do kilkuset woltów kondensatora, w którego obwód włączone jest uzwojenie pierwotne transformatora impulsowego. Transformator ten o przekładni podwyższającej, przykładowo 1:40, w chwili wykonywania zdjęcia podaje na elektrodę zapłonową lampy impuls o napięciu kilkunastu kilowoltów, który powoduje lokalną jonizację gazu w lampie. Jonizacja ta inicjuje w niej wyładowanie i w rezultacie krótkotrwały oślepiający błysk, którego energia wynosi kilkadziesiąt dżuli. Lampy takie nadają się do wielokrotnego użycia – ich trwałość liczona jest w tysiącach błysków.
Lampy błyskowe funkcjonujące na zasadzie rozładowania kondensatora elektrycznego poprzez ksenonowy „żarnik” są obecnie najpowszechniej stosowane w fotografii, przy czym w aparatach amatorskich lampy takie zwykle wbudowane są w sam aparat fotograficzny.

## Technika i tryby pracy lampy błyskowej
Wykonując zdjęcia z użyciem lampy błyskowej, możemy wpływać na ich naświetlenie (ekspozycję) poprzez zmianę:
- mocy błysku lampy błyskowej
- odległości między lampą błyskową a fotografowanym obiektem
- wielkości otworu przysłony fotograficznej
- czułości ISO matrycy aparatu
- czasu otwarcia migawki (wpływ tego czynnika jest przeważnie ograniczony – ma jednak duże znaczenie przy zdjęciach z synchronizacją z długimi czasami otwarcia migawki oraz przy stosowaniu błysku wypełniającego)

Tryby pracy lampy błyskowej:
- synchronizacja z krótkimi czasami otwarcia migawki (HSS, ang. high speed sync). Tryb ten pozwala wykonać zdjęcie z użyciem flesza przy czasie otwarcia migawki mniejszym niż ok. 1/250 s. Nie wszystkie aparaty fotograficzne i lampy błyskowe obsługują tę funkcję. W czasie korzystania z tej opcji moc lampy błyskowej znacznie spada.
- synchronizacja z długimi czasami otwarcia migawki (ang. slow). Tryb ten wydłuża czas otwarcia migawki, umożliwiając rozjaśnienie tła.  Nie mając tej funkcji, można ją zasymulować, wybierając w aparacie tryb priorytetu migawki (oznaczony jako T, Tv czy S) i wydłużając czas jej otwarcia. Metoda ta umożliwia niezależne od siebie sterowanie jasnością obiektów na pierwszym planie (poprzez zmianę siły błysku flesza) oraz jasności tła (poprzez zmianę czasu otwarcia migawki)
- synchronizacja na pierwszą kurtynę. W tym trybie flesz błyska tuż po otwarciu migawki, czyli na początku czasu naświetlania zdjęcia. Jeśli fotografowany obiekt się później poruszy, to jego ślad (w postaci smug, rozmycia itp.) zostanie zarejestrowany przed nim — co najczęściej uznawane jest za niewłaściwe. Synchronizacja na pierwszą kurtynę jest przeważnie ustawieniem domyślnym (fabrycznym) w aparatach fotograficznych
- synchronizacja na drugą kurtynę. W tym trybie flesz błyska tuż przed zamknięciem migawki, czyli na końcu czasu naświetlania zdjęcia. Dzięki temu smugi po poruszającym się obiekcie zostaną zarejestrowane za nim — co sprawia bardziej naturalne wrażenie
- redukcja efektu czerwonych oczu. By zredukować prawdopodobieństwo wystąpienia efektu czerwonych oczu, lampa błyskowa przed emisją właściwego błysku oświetlającego wysyła serię krótkich błysków, o niewielkiej mocy, powodujących zwężenie źrenic u fotografowanej osoby.

Wykonując zdjęcia z lampą błyskową, możemy posługiwać się:
- błyskiem bezpośrednim (gdy palnik lampy skierowany jest wprost na fotografowany obiekt – niezalecane)
- błyskiem odbitym (gdy światło lampy błyskowej przed dotarciem do fotografowanego obiektu ulega odbiciu (np. o ścianę, sufit) i rozproszeniu)
- błyskiem wypełniającym (gdy błysk flesza tylko uzupełnia oświetlenie pochodzące ze światła zastanego – technika stosowana najczęściej w fotografii portretowej do rozświetlania cieni tworzących się na twarzy podczas fotografowania w ostrym słońcu).